# ماونتين فيو أكرس (كاليفورنيا)
ماونتين فيو أكرس (بالإنجليزية: Mountain View Acres CDP, California)‏ هي منطقة سكنية تقع بولاية كاليفورنيا في الولايات المتحدة. تبلغ مساحتها 4.069 كم2، وترتفع عن سطح البحر 937 م، بلغ عدد سكانها 3,130 نسمة في عام 2010 حسب إحصاء مكتب تعداد الولايات المتحدة وتصل الكثافة السكانية فيها 769.2 نسمة لكل كيلومتر مربع (1,992.2/ميل2).

## التركيبة السكانية
حدّد مكتب تعداد الولايات المتحدة بيانات التركيبة السكانية لماونتين فيو أكرس في تعداد الولايات المتحدة. في ما يلي، التركيبة السكانية حسب تعدادي 2000 و2010.

### تعداد عام 2000
بلغ عدد سكان ماونتين فيو أكرس 2,521 نسمة بحسب تعداد عام 2000، وبلغ عدد الأسر 776 أسرة وعدد العائلات 644 عائلة مقيمة في المنطقة السكنية. في حين سجلت الكثافة السكانية 619.6 نسمة لكل كيلومتر مربع (1,604.8/ميل2). وبلغ عدد الوحدات السكنية 812 وحدة بمتوسط كثافة قدره 199.6 لكل كيلومتر مربع (517.0/ميل2).
وتوزع التركيب العرقي للمنطقة السكنية بنسبة 64.02% من البيض و10.08% من الأمريكيين الأفارقة و1.27% من الأمريكيين الأصليين و2.22% من الأمريكيين ذوي الأصول الآسيوية و0.16% من سكان جزر المحيط الهادئ و16.03% من الأعراق الأخرى و6.23% من عرقين مختلطين أو أكثر و34.43% من الهسبانيون أو اللاتينيون من أي عرق.
بلغ عدد الأسر 776 أسرة كانت نسبة 47.2% منها لديها أطفال تحت سن الثامنة عشر تعيش معهم، وبلغت نسبة الأزواج القاطنين مع بعضهم البعض 62.6% من أصل المجموع الكلي للأسر، ونسبة 14.7% من الأسر كان لديها معيلات من الإناث دون وجود شريك،  بينما كانت نسبة 5.7% من الأسر لديها معيلون من الذكور دون وجود شريكة وكانت نسبة 17% من غير العائلات. تألفت نسبة 13.8% من أصل جميع الأسر من عدة أفراد يعيشون في نفس المنزل ونسبة 4.6% كانت تتألف من شخص يعيش بمفرده يبلغ من العمر 65 عاماً أو أكثر. وبلغ متوسط حجم الأسرة المعيشية 3.23، أما متوسط حجم العائلات فبلغ 3.50.
بلغ العمر الوسطي للسكان 34.7 عاماً. وكانت نسبة 31.1% من القاطنين تحت سن الثامنة عشر، وكانت نسبة 8.8% بين الثامنة عشر والرابعة والعشرين عاماً، ونسبة 26.5% كانت واقعةً في الفئة العمرية ما بين الخامسة والعشرين والرابعة والأربعين عاماً، ونسبة 23.9% كانت ما بين الخامسة والأربعين والرابعة والستين، ونسبة 9% كانت ضمن فئة الخامسة والستين عاماً فما فوق. يوجد لكل 100 أنثى 98.3 ذكر، ويوجد لكل 100 أنثى في الثامنة عشر من عمرها فما فوق 94.5 ذكر.
بلغ متوسط دخل الأسرة في المنطقة السكنية 45,878 دولارًا، أما متوسط دخل العائلة فبلغ 52,792 دولارًا. وكان متوسط دخل الذكور 36,568 دولارًا مقابل 27,321 دولارًا للإناث. وسجل دخل الفرد الخاص بالمنطقة السكنية 16,247 دولارًا. وكانت نسبة 2.7% من العائلات ونسبة 7% من السكان تحت خط الفقر، وكان من هؤلاء نسبة 10.1% تحت سن الثامنة عشر ونسبة 7.8% في الخامسة والستين من العمر وما فوق.

### تعداد عام 2010
بلغ عدد سكان ماونتين فيو أكرس 3,130 نسمة بحسب تعداد عام 2010، وبلغ عدد الأسر 906 أسرة وعدد العائلات 769 عائلة مقيمة في المنطقة السكنية. في حين سجلت الكثافة السكانية 769.2 نسمة لكل كيلومتر مربع (1,992.2/ميل2). وبلغ عدد الوحدات السكنية 989 وحدة بمتوسط كثافة قدره 243.1 لكل كيلومتر مربع (629.6/ميل2).
وتوزع التركيب العرقي للمنطقة السكنية بنسبة 55.85% من البيض و6.87% من الأمريكيين الأفارقة و1.53% من الأمريكيين الأصليين و3.13% من الأمريكيين ذوي الأصول الآسيوية و0.54% من سكان جزر المحيط الهادئ و27.51% من الأعراق الأخرى و4.57% من عرقين مختلطين أو أكثر و52.62% من الهسبانيون أو اللاتينيون من أي عرق.
بلغ عدد الأسر 906 أسرة كانت نسبة 44.2% منها لديها أطفال تحت سن الثامنة عشر تعيش معهم، وبلغت نسبة الأزواج القاطنين مع بعضهم البعض 58.9% من أصل المجموع الكلي للأسر، ونسبة 16.2% من الأسر كان لديها معيلات من الإناث دون وجود شريك،  بينما كانت نسبة 9.7% من الأسر لديها معيلون من الذكور دون وجود شريكة وكانت نسبة 15.1% من غير العائلات. تألفت نسبة 11.9% من أصل جميع الأسر من عدة أفراد يعيشون في نفس المنزل ونسبة 5.5% كانت تتألف من شخص يعيش بمفرده يبلغ من العمر 65 عاماً أو أكثر. وبلغ متوسط حجم الأسرة المعيشية 3.42، أما متوسط حجم العائلات فبلغ 3.60.
بلغ العمر الوسطي للسكان 34.3 عاماً. وكانت نسبة 28.3% من القاطنين تحت سن الثامنة عشر، وكانت نسبة 11.3% بين الثامنة عشر والرابعة والعشرين عاماً، ونسبة 23.8% كانت واقعةً في الفئة العمرية ما بين الخامسة والعشرين والرابعة والأربعين عاماً، ونسبة 25.2% كانت ما بين الخامسة والأربعين والرابعة والستين، ونسبة 11.3% كانت ضمن فئة الخامسة والستين عاماً فما فوق. وتوزع التركيب الجنسي للسكان بنسبة 50.7% ذكور و49.3% إناث.